# Белхатувська ТЕС
Белхатувська ТЕС — найбільша теплова електростанція на Європейському континенті, та є найбільшою у світі електростанцією, що працює на бурому вугіллі.

## Опис
ТЕС виробляє близько 22 відсотків електроенергії в електробалансі Польщі. Потужність енергоблоків станції становить приблизно 18% від загальної встановленої потужності польської електрогенерації. Енергія з Белхатова є найдешевшою електрикою в країні.

## Історія
Белхатувська ТЕС нерозривно пов'язана з історією розвитку одного з найбільших вугільних басейнів Польщі — Белхатувського, яке було відкрито під час геологічних робіт з пошуку природного газу в селі Піски. Доведені запаси родовища становлять близько 2 млрд тонн бурого вугілля, що залягає на глибині від 127 м.
Динамічний розвиток Белхатувського вугільного басейну розпочався з 60-х років минулого століття. Після кількох років дослідницьких робіт на родовищі: великі запаси вугілля й досить низька собівартість його видобутку були головним аргументом для уряду Польщі про прийняття рішення від 17 січня 1975 року про будівництво Белхатувської теплоелектростанції.
У результаті п'ятирічної роботи 19 листопада 1980 року була видобута перша тонна вугілля, а 29 грудня 1981 року був введеней в експлуатацію та синхронізований з енергосистемою країни перший енергоблок Белхатувської ТЕС потужністю 370 МВт. Повну проєктну встановлену потужність станція досягла сім років по тому, коли 12 жовтня 1988 року запрацював останній енергоблок ТЕС.
Збудований у 2010 році, а в третьому кварталі 2011 року введений у промислову експлуатацію 13-й енергоблок станції проєкту французького енергетичного консорціуму «Alstom», встановленою потужністю 858 мВт. Разом з цією компанією також проводиться модернізація всіх 12-ти турбін раніше збудованих енергоблоків.

## Екологія
Реконструкція електростанції проведеної в 1994–2007 роках з метою десульфуризації димових газів (FGD), дозволяє відповідати всім нормам і вимогам охорони довкілля, установленими Європейським союзом.

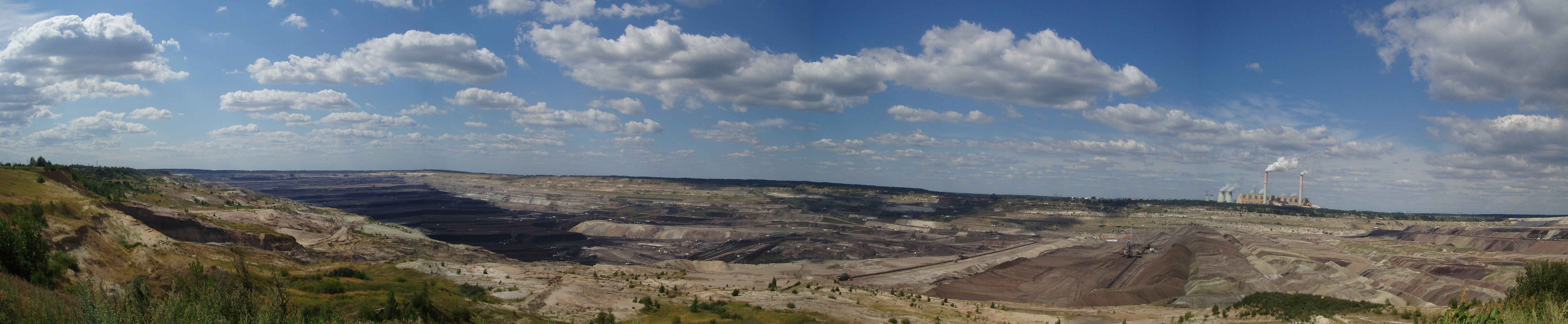
Белхатувський вугільний басейн

Однак у 2007 році Всесвітній фонд дикої природи включив електростанцію в європейський список одинадцяти найбільших підприємств, які забруднюють довкілля, унаслідок великого питомого виділення вуглекислого газу (30100000 тонн на рік CO2)
Для скорочення кількості викидів CO2 на Белхатувській ТЕС передбачається застосувати технологію утилізації вуглекислоти на декількох енергоблоках у період 2011–2015 рр.. Ця програма модернізації здійснюється за підтримки Європейської комісії та оцінюється в €180 млн.

## Планова ліквідація
У 2021 році Генеральний інспектор з охорони довкілля виніс негативне рішення щодо видобутку бурого вугілля з іншого родовища в Злочеві. Прогнозване виснаження вугільних пластів раніше розроблених родовищ та відсутність згоди на експлуатацію іншого родовища викликають необхідність закриття електростанції в 30-х роках ХХІ століття. У наступні роки планується зупинити наступну кількість енергоблоків: 2030 — 1, 2031 — 1, 2032 — 2, 2033 — 2, 2034 — 3, 2035 — 2, 2036 — 1.